# ハンス・ハインリヒ・ティッセン＝ボルネミッサ

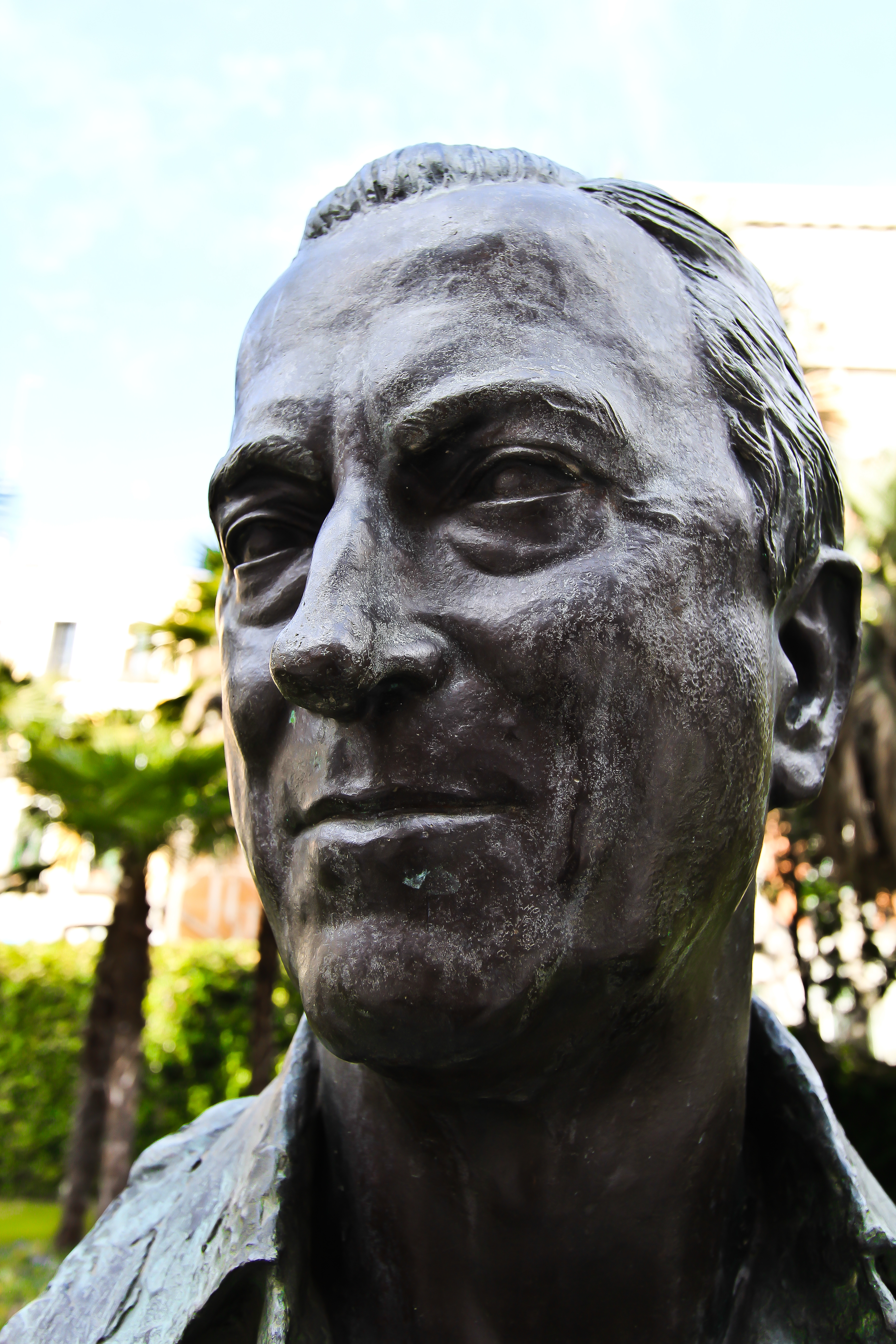
マドリードのティッセン＝ボルネミッサ美術館にあるハンス・ハインリヒのブロンズ像

ハンス・ハインリヒ・ティッセン＝ボルネミッサ（Hans Heinrich Àgost Gábor Tasso Freiherr Thyssen-Bornemisza de Kászon et Impérfalva, 1921年4月13日 スヘフェニンゲン - 2002年4月27日 サン・フェリウ・ダ・ギシュルス）は、ドイツ人の実業家、美術品収集家。男爵。愛称はハイニ（Heini）。ティッセン＝ボルネミッサ美術館の創設者。

## 生涯
美術品収集家として知られたハインリヒ・ティッセンとその妻でハンガリー人貴族のボルネミッサ女男爵マルギト（1887 - 1971年）の間の次男として生まれた。父はドイツの鉱山財閥ティッセン社（現在のティッセンクルップ）の創業者アウグスト・ティッセンの三男であり、母との結婚の際に義父と養子縁組を行い、自身と子供たちに男爵の称号を確保した（両親は1933年に離婚している）。
1940年から1945年にかけ、ベルン大学とフリブール大学で法学、経済学および美術史を学んだ。1950年にスイスに帰化し、その際に男爵（Freiherr）の名乗りを法的には放棄した。ティッセン家の相続人の一人として莫大な遺産を受け継ぎ、事業経営のかたわら、父の遺志を継いで高価な美術品の収集を続けた。
生涯に5度結婚した。最初の妻は上級貴族出身のリッペ＝ヴァイセンフェルト侯女テレーザ（1925年 - 2008年）で、1946年に結婚し1954年に離婚した。2番目の妻は彼女が17歳の時から6年間愛人として囲っていたスリランカ系イギリス人のファッションモデルのニナ・ダイアー（1930年 - 1965年）とは1954年に結婚したが、3か月で結婚生活が破綻し、1956年に離婚が成立した。3番目の妻はイギリス人ファッションモデルのフィオナ・キャンベル＝ウォルター（1932年 - ）で、1956年に結婚し1965年に離婚した。4番目の妻はブラジル人銀行家の娘デニーゼ・スホルト（1942年 - ）で、1967年に結婚し1984年に離婚した。1985年、スペイン人の元モデルで1961年にミス・スペインに選ばれたカルメン（ティタ）・セルベーラと5度目の結婚をした。
5度の結婚で3男1女の4人の子供をもうけた。最初の妻との間に1人（長男）、3番目の妻との間に2人（長女と次男）、4番目の妻との間に1人（三男）である。長女のフランツェスカは1993年、旧オーストリア皇帝家家長カール・ハプスブルク＝ロートリンゲンと結婚した。
ティッセン＝ボルネミッサ男爵家の美術コレクションなどの資産に関しては、生前から妻や長男の間でその相続・管理を巡って係争が起きていた。ハンス・ハインリヒはこの問題を解決すべく、1993年に全ての美術コレクションを3億5000万ドルでスペイン政府に売却した。コレクションのほとんどは前年の1992年に開館していたマドリードのティッセン＝ボルネミッサ美術館に帰属したが、ごく一部はバルセロナのペドラルベス修道院に納められた。
2002年に死去し、遺骸はエッセン・ケトヴィヒ地区（Kettwig）にあるティッセン家の墓所に葬られた。

## 映像資料
- Deutsche Dynastien – Die Thyssens. Dokumentarfilm, Deutschland, 2010, 44 Min., Buch und Regie: Julia Melchior und Sebastian Dehnhardt, Produktion: WDR, Reihe: Deutsche Dynastien, Erstausstrahlung: ARD, 8. November 2010, Online-Video und Inhaltsangabe der ARD.